# 伏石蕨
伏石蕨（学名：Lemmaphyllum microphyllum）为水龙骨科伏石蕨属下的一个种。它拉丁文學名中，屬名Lemmaphyllum是由希臘文的lemma(皮)與phyllon(葉)組合而來，意指它的葉片乾了之後質地如皮革。種小名microphyllum是「小葉的」的意思。
伏石蕨像它名字一樣，利用細長的走莖貼伏著石頭生長，一片片橢圓形的小葉子很像人們常吃的瓜子零嘴，十分可愛，所以也被稱為石瓜子、風不動。它也喜歡沿著大樹生長，所以也稱為抱樹蕨、抱樹蓮。其他別名如: 鏡面草、螺厴草、豆片草、瓜子草、瓜子金等，也都是來自於它葉片型態。
伏石蕨的葉子有兩種。多數的瓜子狀的葉片只行光合作用，稱為營養葉。如果仔細觀察，可以發現一片綠色瓜子狀小葉片中，夾雜少數細長葉片，這些細長葉子的背面長了許多金黃細沙般的孢子囊，稱為繁殖葉(孢子葉)。伏石蕨的肥厚肉質葉片可以保存較多水分，抵擋短期的缺水。如果缺水嚴重，葉片就會掉落，等水分充足時才重新生長，這個特性讓它比不少其他著生型蕨類植物更具生存優勢。

## 扩展阅读
維基物種上的相關：伏石蕨